# روسودان خوپریا
روسودان خوپریا (به انگلیسی: Rusudan Khoperia) ژیمناست زادهٔ ۹ سپتامبر ۱۹۷۲ میلادی اهل کشور گرجستان است.